# Hrušov (powiat Rożniawa)
Hrušov (węg. Körtvélyes) – wieś (obec) w powiecie Rożniawa, w kraju koszyckim, na Słowacji. Powierzchnia 16,80 km², 328 mieszkańców (31 grudnia 2016).

## Położenie
Położona jest w zachodniej (górnej) części Kotliny Turniańskiej, na wysokości od 212 do 577 m n.p.m. (centrum wsi ok. 240 m n.p.m.), w płytkiej dolince Wapiennego Potoku (słow. Vápenný potok). Na północny wschód od wsi znajduje się zespół dwóch niewielkich stawów rybnych, znany jako Hrušovské rybníky.

## Historia
Pierwotnie należała (jako wieś służebna) do królewskiego grodu Turňa, od 1243 r. (pierwsza wzmianka o wsi) była w rękach prywatnych. Od ok. połowy XIV w. była własnością Bebeków, a ostatnimi właścicielami była rodzina Andrassych. W 1427 r. wieś liczyła 40 domów. Ludność zajmowała się uprawą roli i hodowlą, a także sadownictwem i uprawą winorośli. Pamiątką po tym jest aktualny (przyjęty w 1997 r.) herb wsi, w którym na tarczy o zielonym polu widoczne są dwa srebrne nożyki (sadowniczy i winiarski) oraz złota gruszka, wzorowany na XVIII-wiecznej pieczęci gminnej.
W miejscowości spędził ostatnie lata swego życia i na miejscowym cmentarzu spoczywa Keresztély Raisz (1766-1849), węgierski geodeta, m.in. projektant i budowniczy drogi przez Przełęcz Jabłonowską (słow. Jablonovské sedlo).

## Zabytki
- Kościół katolicki pw. Najświętszej Marii Panny, pierwotnie gotycki z 2 połowy XIV w., przebudowany w stylu barokowym na przełomie XVII i XVIII w.
- Katolicka kaplica pw. św. Anny nad wsią, w miejscu starszego kościoła. Późnogotycka, jednonawowa budowla, przekryta sklepieniem krzyżowo-żebrowym, posiada później dobudowaną barokową apsydę.
- Kościół ewangelicki z XIX w.

## Przyroda i jej ochrona
Wieś leży na terenie pasma ochronnego Parku Narodowego Kras Słowacki. W jej katastrze znajduje się pomnik przyrody Hrušovská lesostep oraz otwory interesujących jaskiń: Hrušovskiej i Vápennej.